# 오징어와 고래
《오징어와 고래》(영어: The Squid And The Whale)는 2005년 선댄스 영화제에서 공개된 미국의 코미디, 드라마 영화이다. 노아 바움백 감독의 작품이며 웨스 앤더슨이 제작하였다. 로라 리니, 제프 대니얼스, 제시 아이젠버그, 오언 클라인이 출연하여 부모의 이혼 후 분열을 경험하는 4인 가족을 그린다. 2005년 선댄스 영화제에서 이 영화는 감독, 각본 부문에서 여러 상을 수상했다.

## 줄거리
브루클린에 사는 버크먼 가족은 아빠 버나드, 엄마 조앤, 큰아들 월트, 작은아들 프랭크로 이루어져 있다. 버나드는 과거의 명성을 잃고 강연으로 벌어먹고 사는 한물간 소설가이며, 아내 조앤은 반대로 최근에 글을 쓰기 시작해서 유명세를 얻어가고 있다. 월트는 음악에 관심이 많고 프랭크는 테니스에 열의를 보인다. 어느 날 버나드와 조앤은 크게 다툰 뒤, 아들들에게 이혼하기로 했다고 통보하며 버나드가 나가 살기로 한다. 그리고 아이들은 공동 양육하기로 했다면서 일주일을 나누어 매일 오가게 하기로 한다.
당연하게도 형제는 혼란을 겪는다. 월트는 아버지 쪽에 기울지만 프랭크는 어머니가 더 옳다고 여긴다. 월트는 심란한 와중 학교에서 '소피'라는 여자아이와 만난다. 월트는 소피를 그렇게 예쁘다고 생각하지는 않고 다소 낮잡아 보고는 있지만 어쨌거나 둘은 연인이 된다. 한편 프랭크는 대놓고 술을 마시기도 하고, 욕설도 많이 하고 일부러 폭력적인 모습을 보이려고 한다. 버나드가 조앤의 과거 외도 사실을 밝혔을 때, 월트는 어머니를 혐오하며 같이 지내려 하지 않지만, 프랭크는 반대로 일부러 아버지 집을 탈출해서라도 어머니와 같이 있으려고 한다.
버나드는 독서 모임에서 만난 제자 릴리를 집으로 들인다. 릴리는 은근히 버나드를 유혹하는 한편 월트는 릴리에게 성적으로 끌린다. 릴리보다 못생긴 소피를 불만족스럽게 여긴다. 조앤은 프랭크의 테니스 선생이었던 이웃 아이번과 만나기 시작한다. 프랭크는 자위행위를 하기 시작하며 어머니의 속옷에 탐닉하거나 공공장소에서 몰래 자위한 뒤 정액을 뿌리고 다닌다. 곧 학교에서 기물에 정액을 묻히다가 발각되어 버나드와 조앤이 학교에 불려온다. 부부는 서로에게 책임을 떠넘긴다.
월트는 학교 음악 공연에서 자작곡을 발표하여 큰 호응을 얻고 여자아이들의 인기를 얻자 곧 우쭐해진다. 어머니를 노골적으로 배제하며 소피와 헤어진다. 그렇지만 그가 예쁘다고 생각했던 릴리는 아버지와 섹스를 하고 있었다. 시간이 지나 월트가 발표한 자작곡이 실은 핑크 플로이드의 곡을 표절한 것으로 밝혀져, 월트는 심리상담을 받게 된다. 상담을 받으면서, 월트는 점차 아버지의 영향에서 벗어나기 시작한다. 자연사 박물관에서 오징어와 고래의 싸움을 보고 무서워 했던 일을 떠올리며, 자신을 늘 걱정해준 것은 아버지가 아닌 어머니였음을 깨닫는다.
일련의 파국을 겪고 버나드는 조앤에게 화해하자는 기색을 보이지만 결국 싸움으로 끝난다. 버나드가 화를 못 이기고 거리로 뛰쳐 나갔다가 그만 차에 치여 병원에 실려가게 된다. 병문안을 간 월트는 같이 식사라도 하자는 아버지를 뿌리치고 병원을 나와서, 박물관으로 간다. 그리고 어렸을 적 보았던 오징어와 고래 모형을 응시한다.

## 출연
- 제프 대니얼스 - 버나드 버크먼
- 로라 리니 - 조앤 버크먼
- 제시 아이젠버그 - 월트 버크먼
- 오언 클라인 - 프랭크 버크먼
- 애나 패퀸 - 릴리
- 윌리엄 볼드윈 - 아이번
- 핼리 파이퍼 - 소피 그린버그
- 켄 렁 - 심리상담가
- 데이비드 벤저 - 칼
- 애덤 로즈 - 오토
- 피터 뉴먼 - 소피네 아빠
- 페기 곰리 - 소피네 엄마
- 그레타 클라인 - 소피네 할머니
- 메리앤 플렁킷 - 미즈 레몬

## 기타
- 공동제작: 제니퍼 로스
- 미술: 앤 로스
- 세트: 로버트 코벨만
- 의상: 에이미 웨스트콧
- 배역: 더글러스 아이벨

## 사운드트랙
1. "Park Slope" – Britta Phillips & Dean Wareham
2. "Courting Blues" – Bert Jansch
3. "Holland Tunnel" – John Phillips
4. "Lullaby" – Loudon Wainwright III
5. "Heart Like a Wheel" – Kate & Anna McGarrigle
6. "The Bright New Year" – Bert Jansch
7. "Drive" – The Cars
8. "Let's Go" – The Feelies
9. "Figure Eight" – Blossom Dearie
10. "Come Sing Me a Happy Song to Prove We All Can Get Along the Lumpy, Bumpy, Long & Dusty Road" – Bert Jansch
11. "Hey You " – Pink Floyd (Performed by Dean Wareham)
12. "Family Conference" – Britta Phillips & Dean Wareham
13. "Street Hassle" – Lou Reed
14. "The Swimming Song" – Loudon Wainwright III
15. "Love on a Real Train" – Tangerine Dream